# Notogomphus kilimandjaricus
Notogomphus kilimandjaricus é uma espécie de libelinha da família Gomphidae.
Pode ser encontrada nos seguintes países: Quénia e Tanzânia.
Os seus habitats naturais são: savanas áridas, savanas húmidas, matagal árido tropical ou subtropical, matagal húmido tropical ou subtropical e rios.